# Shunsuke Imamura
Shunsuke Imamura (Ukiha, 14 februari 1998) is een Japans wielrenner die zowel op de baan als op de weg rijdt. Sinds 2025 rijdt hij bij de Belgische wielerploeg Wanty-Nippo-ReUz.

## Carrière
Imamura startte als junior met een gouden medaille op de puntenkoers bij de Wereldkampioenschappen baanwielrennen van 2015, die dat jaar plaatsvonden in Astana. In 2017 nam hij op negentienjarige leeftijd voor het eerst deel aan de WK op de baan. Het jaar nadien reed hij op de WK zijn eerste top tien klassering, bij de ploegenachtervolging reed hij met zijn landgenoten naar een negende plek. Zijn eerste medaille op de WK won hij in 2023, toen hij derde werd op het omnium. Hij moest enkel Iúri Leitão en Benjamin Thomas voor zich laten in het eindklassement. Bij de ploegenachtervolging won hij op de Aziatische kampioenschappen baanwielrennen meerdere gouden medailles, maar ook bij de koppelkoers en scratch bleek hij door de jaren heen meermaals succesvol. In 2024 debuteerde hij namens zijn land op de Olympische Zomerspelen, bij de koppelkoers reed hij met Kazushige Kuboki naar een vijfde plaats en bij de ploegenachtervolging eindigde hij met Eiya Hashimoto, Shinji Nakano en Kuboki als tiende, tevens laatste.
Op de weg reed Imamura tussen 2018 en 2024 voor dezelfde ploeg, Team Bridgestone Cycling. Per 2025 maakte hij de overstap naar de opleidingsploeg van Intermarché-Wanty. In 2025 werd hij nationaal kampioen tijdrijden bij de elite. Zijn tijd was negen seconden beter dan die van Sohei Kaneko, de nummer twee.

## Palmares

### Baanwielrennen
| Jaar       | JK                                                                                               | AK                                           | WK                                                 | Overige                                                                                  |
| Als junior | Als junior                                                                                       | Als junior                                   | Als junior                                         | Als junior                                                                               |
| ---------- | ------------------------------------------------------------------------------------------------ | -------------------------------------------- | -------------------------------------------------- | ---------------------------------------------------------------------------------------- |
| 2015       |                                                                                                  |                                              | puntenkoers                                        |                                                                                          |
| 2016       |                                                                                                  | puntenkoers                                  |                                                    |                                                                                          |
| Als elite  |                                                                                                  |                                              |                                                    |                                                                                          |
| 2017       | ploegenachtervolging · puntenkoers                                                               |                                              | 19e omnium 25e achtervolging                       | WB Santiago: · ploegenachtervolging                                                      |
| 2018       | ploegenachtervolging · puntenkoers                                                               | ploegenachtervolging · 4e puntenkoers        | 9e ploegenachtervolging                            | Aziatische Spelen: · koppelkoers · ploegenachtervolging                                  |
| 2019       | ploegenachtervolging · koppelkoers · puntenkoers                                                 | ploegenachtervolging                         | 12e ploegenachtervolging                           |                                                                                          |
| 2020       |                                                                                                  |                                              | 9e ploegenachtervolging                            |                                                                                          |
| 2021       | achtervolging · afvalkoers · koppelkoers · ploegenachtervolging · puntenkoers · scratch · omnium |                                              | 9e achtervolging                                   | NC Hong Kong: · koppelkoers · ploegenachtervolging                                       |
| 2022       | koppelkoers · achtervolging · afvalkoers · puntenkoers · scratch                                 | koppelkoers · omnium · ploegenachtervolging  | 6e omnium 7e koppelkoers 9e ploegenachtervolging   | NC Glasgow: · koppelkoers                                                                |
| 2023       | koppelkoers · afvalkoers · scratch · 4e puntenkoers · 8e achtervolging · 8e omnium               | koppelkoers · ploegenachtervolging · scratch | omnium · 12e koppelkoers                           | Aziatische Spelen: · koppelkoers · ploegenachtervolging                                  |
| 2024       | afvalkoers · koppelkoers · omnium · scratch                                                      | afvalkoers · koppelkoers · scratch           | 4e ploegenachtervolging 10e koppelkoers 11e omnium | Olympische Spelen: · 5e koppelkoers · 10e ploegenachtervolging · NC Milton: · afvalkoers |

### Wegwielrennen
2019
 Japans kampioen tijdrijden, beloften
 Japans kampioenschap op de weg, beloften
2022
1e etappe Ronde van Hokkaido
Puntenklassement Ronde van Hokkaido
2025
2e etappe Ronde van Kumano
 Japans kampioen op de weg, elite

## Ploegen
- 2018 –  Bridgestone Anchor Cycling Team
- 2019 –  Team Bridgestone Cycling
- 2020 –  Team Bridgestone Cycling
- 2021 –  Team Bridgestone Cycling
- 2022 –  Team Bridgestone Cycling
- 2023 –  Team Bridgestone Cycling
- 2024 –  Team Bridgestone Cycling
- 2025 –  Wanty-Nippo-ReUz

Chikatani · Harada · Hashimoto · Hori · Ichimaru · Imamura · Ishibashi · Kuboki · Okubo · Sawada